# Witte pens
Witte pens of witte worst is een worst gemaakt van brood, melk, ei en varkensvlees.
Voor de bereiding wordt dezelfde methode gebruikt als voor bloedworst, maar er wordt geen bloed gebruikt.
Het gerecht wordt in België zowel warm als koud gegeten. Er zijn meerdere regionale variëteiten, zoals Antwerpse witte pens en Luikse pens.